# Batalla de les Planes d'Abraham
La batalla de les Planes d'Abraham, també coneguda com a batalla del Quebec (anglès: Battle of the Plains of Abraham o Battle of Quebec; francès: Bataille des Plaines d'Abraham o Bataille del Québec), va ser una batalla crucial en la Guerra Franco-índia, nom amb què es va conèixer l'episodi de la Guerra dels Set Anys al Teatre d'operacions d'Amèrica del Nord. L'enfrontament, que va començar el 12 de setembre de 1759, es va lliurar entre l'exèrcit i l'armada britànica, i l'exèrcit francès en un altiplà al costat de les muralles de la Ciutat de Quebec. La batalla va enfrontar a menys de 10.000 efectius entre els dos bàndols, però va resultar ser un moment decisiu en el conflicte entre França i el Regne de la Gran Bretanya per dilucidar el destí de Nova França, i que va tenir una influència decisiva en la posterior creació del Canadà.
La batalla, de menys d'una hora de durada, va ser la culminació a setge de tres mesos efectuat pels britànics. El comandant britànic, el general James Wolfe, va trencar amb èxit la columna d'avanç de les tropes franceses i dels milicians de Nova França a les ordres de Louis-Joseph de Montcalm. Tots dos generals van ser ferits de mort durant la batalla; Wolfe va morir en el camp de batalla, mentre que Montcalm va morir l'endemà. Com a conseqüència de la batalla, les forces militars que França tenia al Canadà i la resta d'Amèrica del Nord es van trobar sota una creixent pressió de les forces britàniques. Al cap de quatre anys, gairebé totes les possessions franceses a l'est d'Amèrica del Nord van ser cedides a la Gran Bretanya.

## El setge a Quebec
A Amèrica del Nord el primer atac britànic es va produir el maig de 1754. Però el primer enfrontament que va anar més enllà d'una petita escaramussa es va produir dos mesos després, al juliol, a Fort Necessity. El 1756 els francesos van capturar Fort Oswego i l'any següent Fort William Henry als britànics. Aquesta darrera victòria es va embrutar quan els aliats nadius de França van trencar els termes de la capitulació i van atacar la columna britànica en retirada, que estava sota la guàrdia francesa, matant soldats i fent captius molts homes, dones i nens mentre els francesos es negaren a protegir els seus captius. Els desplegaments navals francesos el 1757 també van defensar amb èxit la fortalesa clau de Louisbourg a l'Illa del Cap Bretó assegurant les aproximacions al Quebec cap al mar. La campanya anglesa de 1758 va aconseguir prendre Louisbourg després que els reforços francesos quedessin bloquejats per la victòria naval britànica a la batalla de Cartagena, i les captures de Fort Duquesne i Fort Frontenac. Els britànics van continuar el procés de deportació de la població acadiana amb una onada d'operacions importants contra Île Saint-Jean, el riu St. John i les valls del riu Petitcodiac, i tot i que un gran exèrcit britànic de més de 16.000 homes fou derrotat en la batalla de Fort Carillon, la pèrdua de Louisbourg i Frontenac va fer que els francesos perdessin els seus queviures i provisions per a la campanya de la vall del riu Ohio i va obligar els francesos a adoptar una postura defensiva centrada al voltant de Quebec i Mont-real, i l'abandonament de molts dels seus aliats nadius.
Totes les campanyes britàniques contra Nova França van tenir èxit el 1759, part del que es va conèixer com a Annus Mirabilis. A partir del juny de 1759, els britànics sota el comandament de James Wolfe i James Murray van establir un campament a l'illa d'Orleans a través del riu Sant Llorenç des del QuebecEls líders francesos, concretament el governador Pierre de Rigaud de Vaudreuil i el general Montcalm, es van inquietar per aquests èxits britànics però, Quebec seguia sent capaç de defensar-mentre els britànics van preparar un triple atac per 1759. Com a part de l'ofensiva, el general James Wolfe va arribar a Louisbourg el maig de 1759 per a preparar les seves tropes per l'ofensiva de l'interior, mentre que altres tropes britàniques van avançar pel llac Champlain i terra endins des de l'oest. Wolfe es va trobar amb una força inferior a la que havia previst, perquè havia esperat 12.000 homes, i només va trobar uns 400 oficials, 7.000 soldats regulars, 300 artillers i una bateria d'infanteria de marina. Les tropes de Wolfe estaven recolzades per una flota de 49 vaixells i 140 embarcacions menors manades per l'almirall Charles Saunders. Com a preparació a l'acostament de la tropa a la Ciutat de Quebec, James Cook va investigar una gran part del riu Sant Llorenç, incloent un perillós canal conegut com The Traverse. El vaixell de Cook va ser al seu torn un dels primers vaixells a remuntar el riu, sondejant el canal i guiant a la flota.

## La Batalla
Wolfe i els seus homes van desembarcar a l'illa d'Orleans el 28 de juny. Els francesos van intentar atacar la flota enviant set brulots riu avall per interrompre el desembarcament, però els brulots van fer foc massa aviat i els marins britànics, a bord de xalupes, van poder retirar les embarcacions en flames i donar via lliure a la flota. L'endemà, les tropes de Wolfe van desembarcar a la riba sud del riu en Point Levis, gairebé davant mateix del Quebec, a principis de juliol es va disposar en el lloc una bateria d'artilleria per bombardejar la part baixa de la ciutat.
Tot i un aire de derrotisme entre els líders francesos, les tropes professionals franceses i els milicians de Nova França que defensaven la ciutat es van centrar en les preparacions per repel·lir els atacs britànics en Beauport Shore. Montcalm i el seu estat major, el general François Gaston de Lévis, el coronel Louis Antoine de Bougainville i el tinent coronel de Sennezergue, van distribuir uns 12.000 efectius en una sèrie de reductes fortificats i bateries en una línia de nou quilòmetres des del riu Saint-Charles fins a les cascades de Montmorency, al llarg de les zones poc profundes del riu pels que anteriorment els britànics havien intentat creuar. Abans de l'arribada dels britànics, havia arribat a Quebec una petita flota amb vaixells d'abastament. Aquestes provisions, juntament amb 500 homes de reforç, van ajudar probablement a suportar el llarg setge.
Wolfe, estudiant el poble de Beauport, va trobar que les cases havien estat tancades amb barricades i organitzades per permetre disparar mosquets des de l'interior d'aquestes; estaven construïdes seguint una línia ininterrompuda al llarg del camí, proporcionant una barrera formidable. A més, una cortina d'arbres al llarg del riu Montmorency feia que fos perillós acostar-se per aquesta ruta. El 31 de juliol es va produir el primer intent seriós arribar a la riba nord per part de les tropes de Wolfe i en conseqüència va tenir lloc la batalla de Beauport, també coneguda com a batalla de Montmorency. Aproximadament 3.500 homes, recolzats per un intens foc d'artilleria, van intentar prendre terra, però van ser atrapats sota el foc enemic a les platges del riu. Els granaders de Louisbourg, que van arribar la platja, van intentar fer una càrrega, en línies generals indisciplinada, contra les posicions franceses, però van anar a caure atrapats sota l'intens foc enemic, una tempesta va finalitzar el combat i va permetre a Wolfe retirar les seves tropes després d'haver patit unes 450 baixes a les seves files, per unes 60 entre els homes de Montcalm.

## Conseqüències
Alguns dels oficials francesos van creure que la derrota a Montmorency seria l'últim atac britànic; Vaudreuil escriure més tard que « No tenia més ansietat per Quebec. Wolfe, t'ho asseguro, no progressarà ... Se sentirà satisfet havent perdut uns cinc-cents dels seus millors soldats ». Va predir un altre que un altre atac tindria lloc d'aquí a uns dies. Entre els francesos, altres van pensar que la campanya havia acabat.

## Llegat de les Planes d'Abraham

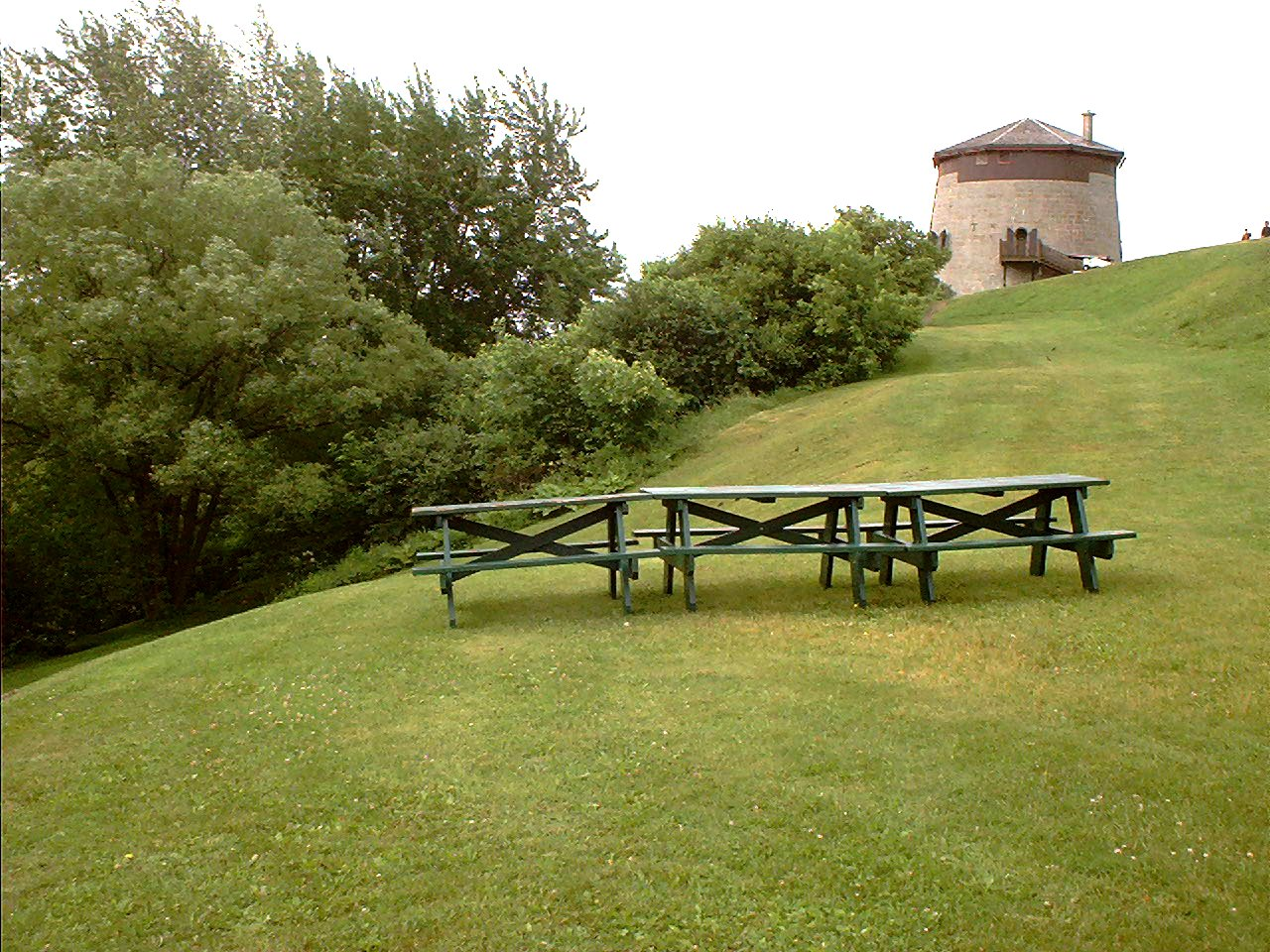
Vista de The Battlefield Park, amb taules de pícnic i la torre Martello.

Avui en dia, mentre que moltes de les platges al llarg de la base dels penya-segats que van ser escalats pels homes de William Howe al matí de la batalla han estat adquirides i ocupades per indústries, les Planes d'Abraham pròpiament dites han estat conservades formant part d'un dels Parcs Nacionals Urbans del Canadà (National Urban Park). The Battlefield Park va ser creat el 1908 i combina les Planes d'Abraham amb el Parc Des Braves, a la Ciutat de Quebec. Al lloc es van construir camins per visitar el parc i un centre interpretatiu, i al parc es duen a terme concerts a l'aire lliure. Hi ha dos monuments, un en el lloc de la batalla de Sainte-Foy i un altre dedicat a Wolfe. el 1790, l'agrimensor general del Canadà, el major Holland, va erigir una marca del meridià en el lloc on es diu que va morir Wolfe. el 1913, la National Battlefields Commission (Comissió Nacional de Camps de Batalla) va col·locar una columna idèntica a la que havia estat posada al lloc a 1849. A més, hi ha també una Creu de Sacrifici que va ser construïda a les Planes en memòria dels soldats que van morir en la Primera Guerra Mundial, on se celebren les cerimònies del Remembrace Day (Dia del Record).